# Пиво в Швеции
История пива в Швеции восходит к позднему железному веку.

## История
Пивоварение эля в Швеции имеет долгую историю, предшествующую письменным источникам. Из старых писаний, таких как Речи Высокого и другие, известно, что у викингов пивоварение использовалось для производства эля и медовухи. Предпочтение отдавалось медовухе, а самым распространенным был эль. Скандинавы также имели доступ к вину и пиву. Известно, что современные версии скандинавских сортов пива позволяют производить эль крепостью 9 %.
Исторически наиболее распространённым видом пива была свагдрика крепостью около 2,5 %, напоминающая по вкусу квас. В настоящее время этот напиток, популярный ещё в начале 20 века, почти полностью вытеснили современные сорта пива.
Вплоть до XIX века пивоварение в основном производилось для домашних нужд. Пиво обычно было слабым по содержанию алкоголя и использовалось как повседневный напиток. Для торжеств и застолий варили более крепкое «застольное пиво» и крепкую медовуху. С приходом промышленной революции все изменилось: по мере роста городов домашнее пивоварение стало для большинства населения недоступным и именно так возникла шведская пивоваренная промышленность.
В середине XIX века во всех крупных городах Швеции возникло множество небольших пивоварен и в каждом городе должна была быть хотя бы одна пивоварня, если не что иное, как проявление местного патриотизма. В начале XX века началась тенденция консолидации пивоваренной промышленности за счет слияний и поглощений, которая достигла своего пика в конце 1970-х-начале 1980-х годов. Это привело к образованию трёх крупных пивоваренных компаний, таких как Pripps, Spendrups и Falcon, а также поставили небольшие пивоварни на грань исчезновения. Это привело к сильному стереотипному представлению о шведском пиве, доступном как легко пьющийся лагер, зачастую лишённый вкуса и характера.
В конце 1980-х-начале 1990-х годов, в основном благодаря осведомлённости потребителей, новое поколение небольших пивоварен, возглавляемых такими, как Nils Oscar Brewery, начало расти вместе с крупными компаниями. Они предлагают покупателям более широкий выбор и многие сорта пива, производимые в настоящее время в Швеции, имеют высочайшее международное качество и производятся с использованием тщательно выращиваемых пивных дрожжей (некоторые импортируются из Германии, Бельгии или Великобритании).

## Классификация
Шведское законодательство определяет два пороговых значения алкоголя, которые регулируют то, где и кому может быть продан данный сорт пива. Lättöl, то есть пиво ниже нижнего порога (2,25 % по крепости), считается lättdryck (легким напитком) и может продаваться где угодно без возрастных ограничений. Starköl, пиво выше верхнего порога крепости (3,5 %), продаётся только в государственных магазинах Systembolaget населению старше 20 лет и в пабах населению старше 18 лет. Folköl, пиво с крепостью от 2,25 % до 3,5 %, можно продавать в продуктовых магазинах, но только населению старше 18 лет.
Поскольку порог крепости в 3,5 % и выше достаточно близок к содержанию алкоголя в других марках пива, многие мировые компании, такие как Heineken, Carlsberg и Pilsner Urquell, продаются в Швеции в двух версиях - всемирно известный продукт как старкель в Systembolaget и слегка разбавленная версия как фолкёль в продуктовых магазинах.

## Продажа пива
Пиво с крепостью 2,25—3,5 %, как правило, называют folköl (со швед. — «народное пиво») продаётся в продуктовых магазинах. Любое более крепкое пиво, начиная с 1955 года, продается исключительно в магазинах Systembolaget, обладающей государственной монополией на продажу алкоголя с крепостью выше 3,5 % (до 1977 года — выше 4,5 %).